# Метт Кларк
Метт Кларк (англ. Matt Clark ; нар. 25 листопада 1936, Вашингтон, США) — американський актор. Він найбільш відомий своїми ролями у вестернах

## Життєпис
Метт Кларк народився у Вашингтоні, округ Колумбія, в сім'ї Терези Кларк (уродженої Кастелло), вчительки та Фредеріка Вільяма Кларка, теслі. Після служби в армії США він навчався в Університеті Джорджа Вашингтона, але згодом кинув навчання.

## Особисте життя
Тричі одружений. Перша дружина — Еріка Ланн (шлюб у 1958—1968), друга дружина — Керол Тріест (шлюб у 1968—1998), третя — Шерон Мейс (у шлюбі з 2000). Має п'ятьох дітей.

## Кар'єра
Після роботи на різних роботах він приєднався до місцевої театральної групи округу Колумбія. Пізніше він став членом нью-йоркської компанії Living Theatre і працював за межами Бродвею та в громадському театрі наприкінці 1950-х років.
Кларк зняв фільм 1988 року «Да», а також один епізод телевізійного серіалу CBS Schoolbreak Special і два епізоди телесеріалу «Опівнічний абонент». Він також написав історію для фільму «Гомер» 1970 року.

## Фільмографія
- 1964 Чорний, як я / Грабіжник на Алеї
- 1967 Спекотної ночі / Пекі Гаррісон
- 1967 Вілл Пенні / Ромулус Квінт
- 1969 Бананза (телесеріал) / Фантан
- 1969 Ремагенський міст / Капрал Джелліко
- 1970 Мачо Каллахан / Джейлер
- 1970 Монті Волш / Руфус Брейді
- 1971 Обдурений / Скронінгс
- 1971 Банда Гріссомів / Джо Бейлі
- 1972 Ковбої / Смайлі
- 1972 Кишенькові гроші / Американський в'язень
- 1972 The Culpepper Cattle Co. / Пете
- 1972 Рейд Великий Нортфілд, Міннесота / Боб Янгер
- 1972 Джеремая Джонсон / Квален
- 1972 Життя і часи судді Роя Біна / Нік Граб
- 1973 Пет Ґерретт і Біллі Кід / Дж. В. Белл
- 1973 Імператор Північного полюса / Ярдлет
- 1973 Біла блискавка / «Чувак» Вотсон
- 1973 Поліцейський, що сміється / Коронер
- 1974 Термінальна людина / Герхард
- 1975 Серця Заходу / Джексон
- 1976 Джосі Вейлз — людина поза законом / Келлі
- 1977 Помста / Гровер
- 1977 Блюз поза законом / Біллі Боб
- 1978 Водій / поліцейський штатському
- 1979 Мрійник / Спайдер
- 1980 Брубейкер / Перселл
- 1980 Метушня / Сесі, місцевий фермер і хуліган, який полює на Кайла
- 1981 Легенда про самотнього рейнджера / Шериф Віатт
- 1981 Око за око / Том МакКой
- 1981—1982 Династія / Френк Дін (1 та 2 епізоди)
- 1982 Якийсь герой / Мікі
- 1982 Людина з притону / Вірджил
- 1983 Любовні листи / Чак
- 1984 Пригоди Бакару Банзая у 8-му вимірі / Міністр оборони
- 1984 Село / Том Макмаллен
- 1985 Туф Турф / Стюарт Гіллер
- 1985 Повернення в країну Оз / дядько Генрі
- 1986 Давай візьмемо Гаррі / Волт Клейтон
- 1989 Будинок III: Шоу жахів / Доктор Тауер
- 1990 Назад у майбутнє 3 / бармен Честер
- 1990 Дисбат / Франклін Ф. Бін старший
- 1991 Груповий позов / суддя Саймс
- 1991 Зваблення в окрузі Тревіс / Доббс
- 1992 Заморожені активи / Дж. Ф. Хьюз
- 1993 Жнива / Хенк
- 1994 Лоїс і Кларк: Нові пригоди Супермена / безпритульний, епізод 13 1 сезону
- 1995 Кендімен: Прощавай, плоть / Оноре Тібідо
- 1995 Мати / Бен Вілсон
- 1993—1995 Грейс у вогні / Еммет Келлі (4 пеізоди)
- 1996, 2001 Вокер, техаський рейнджер / Друг Купера/Хенк Коттон
- 1997 Хаки / водій автобуса
- 1998 Доморощений / шериф Стенлі Кроопф
- 1998 Повернення Клодін / Полін
- 1998 Практика / Джессі Меннінг
- 1999 П'ять тузів / Філіп
- 1999 Чужинець у Королівстві / суддя Форест Аллен
- 2000 Чиказька надія / Кларенс Гейтс
- 2000 На південь від раю, на захід від пекла / Берл Данфріс
- 2004 Вбивця Діллер / капітан баржі
- 2007 Розгойдування човна: Музична розмова та подорож — документальний фільм
- 2010 Дорога / отця Франка
- 2013 42 / Лютер
- 2014 Мільйон способів втратити голову Старий старатель, нещасна жертва банди